# Your TUBE+My TUBE
『Your TUBE + My TUBE』（ユア・チューブ・マイ・チューブ）は、TUBEの33枚目のオリジナル・アルバム。2015年6月17日にSony Music Associated Recordsから発売された。

## 概要
前作『SUMMER ADDICTION』から約3年ぶりの発売である。
TUBE30周年記念企画内でアナウンスされていた初夏にスペシャル・アルバムのリリースと書かれていたのが、本作品である。またこのアルバムの1ヶ月後には、盛夏と題して、オールタイム・ベストアルバム『Best of TUBEst 〜All Time Best〜』が発売される。
今作は「Your TUBE」・「My TUBE」と題した2枚のディスクとなっており、2枚組のアルバムもデビュー以来初となる。
1枚目の「Your TUBE」は様々なアーティストがTUBEをイメージして書き下ろした新曲を収録したアルバムで、B'zの松本孝弘、GLAYのTAKUROを始めとして、広瀬香美、大黒摩季、織田哲郎、奥田民生、氣志團の綾小路翔、西園寺瞳など、全15組のアーティストが参加している。ちなみに織田がTUBEに楽曲を提供するのは27年ぶりとなる。
2枚目の「My TUBE」はTUBEセルフプロデュースによるアルバムとなっており、前田亘輝と春畑道哉が南の島で行った曲作り合宿を経て制作された。
発売形態は、初回生産限定盤A・B、通常盤の3パターン。Bは過去野外スタジアムライブのOPENING・特効映像を収録したDVD付、Aはそれにプラスして、2014野外LIVEフォトブック(52P)、TUBE 30th Anniversaryデザインユニクロ特製ポロシャツ(メンズMサイズ/白・青・黒・赤・ライトグリーンの全5色ランダム封入)が付いた豪華仕様となっている。
ジャケットは、今回の夏のイメージと、そしてデビュー30年分の感謝の気持ちを伝えるという意図から「お中元」をイメージしたものとなっている。
「Your TUBE」の1曲目の「おかげサマー」はよくライブで披露され、2016年の野外ライブでは気球に乗って披露された。
11月20日、第57回日本レコード大賞「優秀アルバム賞」を受賞したことが発表された。

## 収録曲
| #         | タイトル                 | 作詞              | 作曲                | 編曲                  | 時間  |
| --------- | ------------------------ | ----------------- | ------------------- | --------------------- | ----- |
| 1.        | 「おかげサマー」         | 広瀬香美          | 広瀬香美            | tasuku                | 4:43  |
| 2.        | 「LOVE BEACH」           | TAKURO (GLAY)     | 松本孝弘 (B'z)      | 松本孝弘、寺地秀行    | 4:47  |
| 3.        | 「湘南リグレット」       | 富田京子          | 岸谷香              | 横山裕章              | 3:52  |
| 4.        | 「タイムトンネル」       | 横山剣            | 横山剣              | 南田健吾              | 4:48  |
| 5.        | 「危ない女 懲りない男」  | 藤井フミヤ        | 藤井尚之            | Peace Rug Productions | 4:44  |
| 6.        | 「スコール」             | 玉置浩二          | 玉置浩二            | 釣俊輔                | 5:27  |
| 7.        | 「湘南ラブストーリー」   | 綾小路翔 (氣志團) | 西園寺瞳 (氣志團)   | 野間康介              | 5:45  |
| 8.        | 「夏番長」               | 増子直純 (怒髪天) | 上原子友康 (怒髪天) | 野間康介              | 3:16  |
| 9.        | 「雪でも夏」             | 奥田民生          | 奥田民生            | 斎藤有太              | 3:50  |
| 10.       | 「夏色のタイムカプセル」 | 大黒摩季          | 織田哲郎            | 織田哲郎              | 4:18  |
| 11.       | 「この生命の限り」       | 松山千春          | 松山千春            | 大西省吾              | 4:56  |
| 合計時間: | 合計時間:                | 合計時間:         | 合計時間:           | 合計時間:             | 50:26 |

| 全作詞: 前田亘輝、全作曲: 春畑道哉、全編曲: 鳥山雄司。 |                          |          |            |      |
| #                                                      | タイトル                 | 作詞     | 作曲・編曲 | 時間 |
| 1.                                                     | 「素足のラッキーガール」 | 前田亘輝 | 春畑道哉   | 4:33 |
| 2.                                                     | 「ドラスティック湘南」   | 前田亘輝 | 春畑道哉   | 4:14 |
| 3.                                                     | 「いまさらサーフサイド」 | 前田亘輝 | 春畑道哉   | 4:38 |
| 4.                                                     | 「SUMMER TIME」          | 前田亘輝 | 春畑道哉   | 4:26 |
| 5.                                                     | 「ポテンシャル」         | 前田亘輝 | 春畑道哉   | 4:32 |
| 6.                                                     | 「Please Freeze Me!」    | 前田亘輝 | 春畑道哉   | 4:03 |
| 7.                                                     | 「あの夏へ」             | 前田亘輝 | 春畑道哉   | 4:21 |
| 8.                                                     | 「WINNERS HIGH」         | 前田亘輝 | 春畑道哉   | 4:45 |
| 9.                                                     | 「Rainbow Town」         | 前田亘輝 | 春畑道哉   | 3:08 |
| 10.                                                    | 「海のバラード」         | 前田亘輝 | 春畑道哉   | 4:52 |
| 合計時間:                                              | 合計時間:                | 43:32    |            |      |

| #  | タイトル                                                                  | 作詞 | 作曲・編曲 |
| -- | ------------------------------------------------------------------------- | ---- | ---------- |
| 1. | 「しーおいりょーじの世界びっくりショー」                                  |      |            |
| 2. | 「僕達だけのSummer Days (TUBE LIVE AROUND SPECIAL '96 ONLY GOOD SUMMER)」 |      |            |
| 3. | 「Go Ready Go (TUBE LIVE AROUND SPECIAL 嗚呼!! 夏休み)」                  |      |            |
| 4. | 「十年先のラブストーリー (TUBE LIVE AROUND SPECIAL 2007 夏燦舞)」         |      |            |
| 5. | 「You'll be the champion (TUBE LIVE AROUND SPECIAL 2005 T.U.B.E)」        |      |            |

## 演奏
Your TUBE
- 前田亘輝：Vocal
- 春畑道哉
  - Guitar (#2.9)
  - Guitar Solo (#3.11)
  - Chorus (#9)
- 角野秀行
  - Bass (#2.9.10)
  - Background Vocal (#7)
  - Chorus (#9)
- 松本玲二
  - Drums (#2.9)
  - Percussion, Chorus (#9)
- TUBE：Background Vocal (#8)
- 吉澤達彦：Trumpet (#1)
- 竹上良成：Tenor Sax (#1)
- 半田信英：Trombone (#1)
- 草川瞬：Chorus (#1)
- tasuku：All Other Instruments (#1)
- 岸谷香：Background Vocal (#3)
- 横山裕章：Background Vocal, Programming & All Other Instruments (#3)
- 上田真路：Guitar (#3)
- 南田健吾：Programming & All Instruments (#4)
- 屋敷豪太：Timbales, Manipulation (#5)
- 増本直樹：Chorus, Manipulation (#5)
- 菊池正義：Guitar (#5)
- 大島俊一：Acoustic Piano, Synthesizer (#5)
- 藤井尚之：Chorus, Alto Saxophone, Tenor Saxophone, Baritone Saxophone (#5)
- 藤井フミヤ：Chorus (#5)
- 釣俊輔：Programming & All Other Instruments (#6)
- 佐々木貴之：Guitar (#7)
- 野間康介：Programming & All Other Instruments (#7.8)
- 増子直純 (怒髪天)：Background Vocal (#8)
- 上原子友康 (怒髪天)：Guitar, Background Vocal (#8)
- 斎藤有太：Acoustic Piano, All Other Instruments, Chorus (#9)
- 織田哲郎：Guitar, Chorus, Keyboards & Programming (#10)
- 大黒摩季：Chorus (#10)
- 大西省吾：Programming & All Other Instruments (#11)

My TUBE
- 前田亘輝：Vocal
- 春畑道哉：Guitar, Keyboards, Background Vocal
- 角野秀行：Bass, Background Vocal
- 松本玲二：Drums, Percussion, Background Vocal
- 鳥山雄司
  - Electric Guitar (#1.3.5.8.9)
  - Keyboards & Programming (#1.2.3)
  - Acoustic Guitar (#2.7.9)
  - 12 Strings Acoustic Guitar (#2.3)
  - Nylon Strings Guitar (#2)
  - 12 Strings Electric Guitar (#4.6)
- 玉木正昭：Percussion (#1.2.5.7)
- 勝田一樹：Saxophone (#1.5.6.8)
- 鈴木雄大：Chorus (#1.4.8)
- 浜田美樹：Chorus (#1)
- 有坂美香：Chorus (#2.5.6)
- 神田陽太：Chorus (#3)
- 小林太：Trumpet (#6)
- 五十嵐誠：Trombone (#6)
- 旭純：Piano (#10)
- 今野均グループ：Strings (#10)

## タイアップ
いまさらサーフサイド
- 56枚目のシングル。TBS系テレビ『ひるおび!』4月度エンディングテーマ。

SUMMER TIME
- 57枚目のシングル。「クノール®冷たい牛乳でつくるカップスープ」タイアップソング。

WINNERS HIGH
- KBCオーガスタゴルフトーナメント2015大会テーマソング